# Nordestina
Nordestina is een gemeente in de Braziliaanse deelstaat Bahia. De gemeente telt 12.670 inwoners (schatting 2009).